# Francis Alexis
Francis Alexis (Saint George, 3 de octubre de 1947) es un abogado y político granadino que actualmente se desempeña como presidente del Colegio de Abogados de Granada. También fue líder del Partido Laborista Democrático (DLP), formación política minoritaria del país caribeño.
Alexis es exfiscal general de Granada. Fue admitido para ejercer ante el Tribunal Superior de Justicia de Granada el 10 de diciembre de 1980, obtenido una maestría en derecho, una licenciatura y un grado en leyes en la Universidad de las Indias Occidentales (UWI), Cave Hill, Barbados. Alexis también tiene un doctorado en Derecho Público (1980) de la Universidad de Cambridge, Inglaterra y un certificado de educación legal de la Facultad de Derecho Hugh Wooding, Trinidad y Tobago. Alexis recibió su educación secundaria en la Escuela Secundaria Varones de Granada, Granada. Alexis fue nombrado Consejero de la Reina en el Caribe Oriental el 7 de agosto de 2008. Es católico practicante. Está casado con Margaret Alexis, de soltera De Bique, desde 1973. Es padre de tres hijos y abuelo de uno.
Alexis ha estado activo en la política granadina desde 1983; mientras estaba en el exilio en Barbados durante el Gobierno Popular Revolucionario (PRG) de Maurice Bishop, fundó el Movimiento Democrático de Granada (GDM) como una alianza de varios grupos en el exilio opuestos al PRG. El GDM luego se fusionó con el Partido Nacional de Granada (dirigido por Herbert Blaize) y el Partido Nacional Democrático (dirigido por George Brizan) el 26 de agosto de 1984 para crear el Nuevo Partido Nacional (NNP). En 1987, Alexis y Brizan rompieron con el NNP para formar el Congreso Nacional Democrático (NDC). Posteriormente rompió con el NDC y desde entonces ha fundado el Partido Laborista Democrático (DLP) y el Movimiento Laborista Popular (PLM).